# Haus Füchten

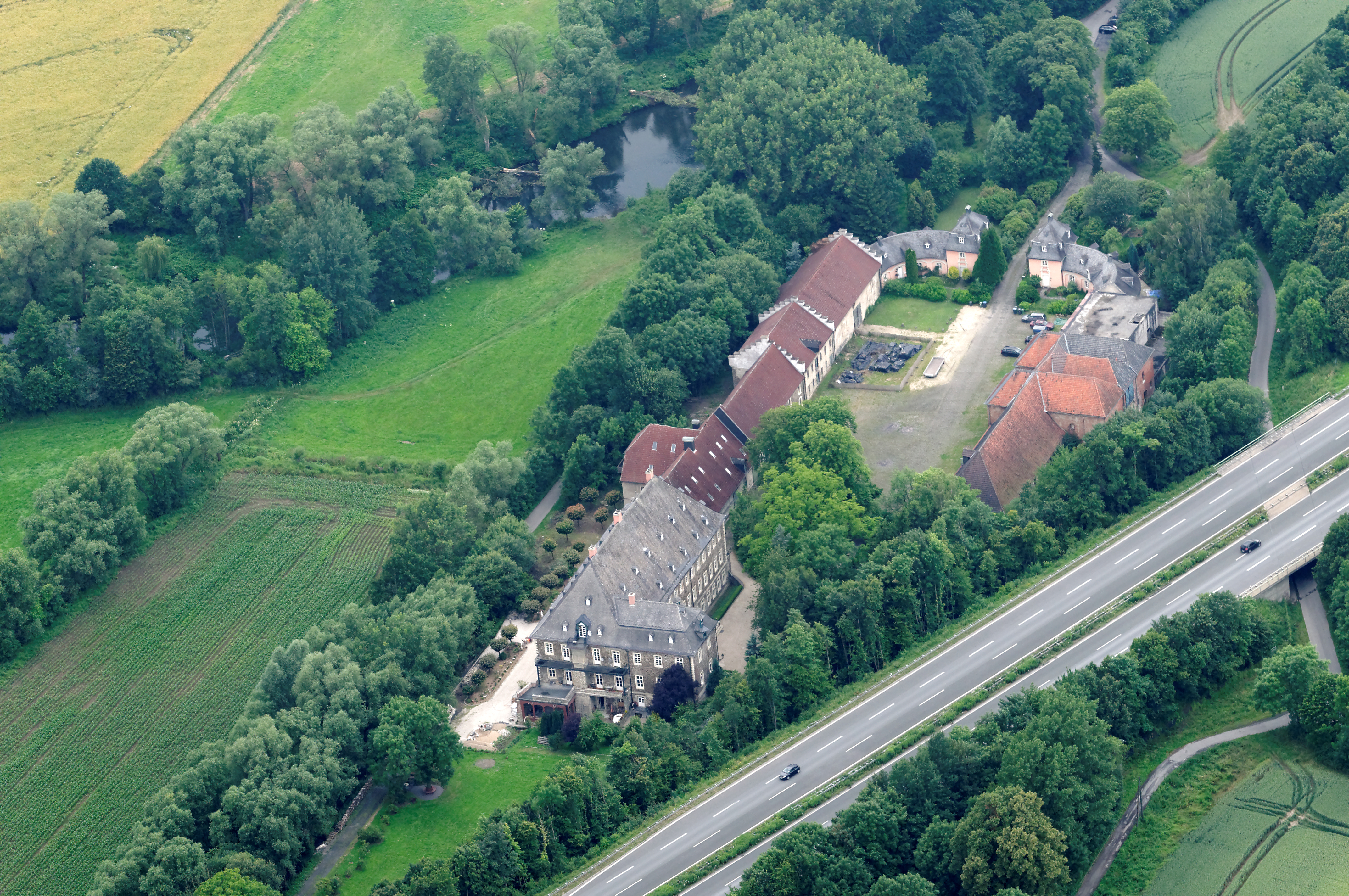
Vue aérienne de la Haus Füchten

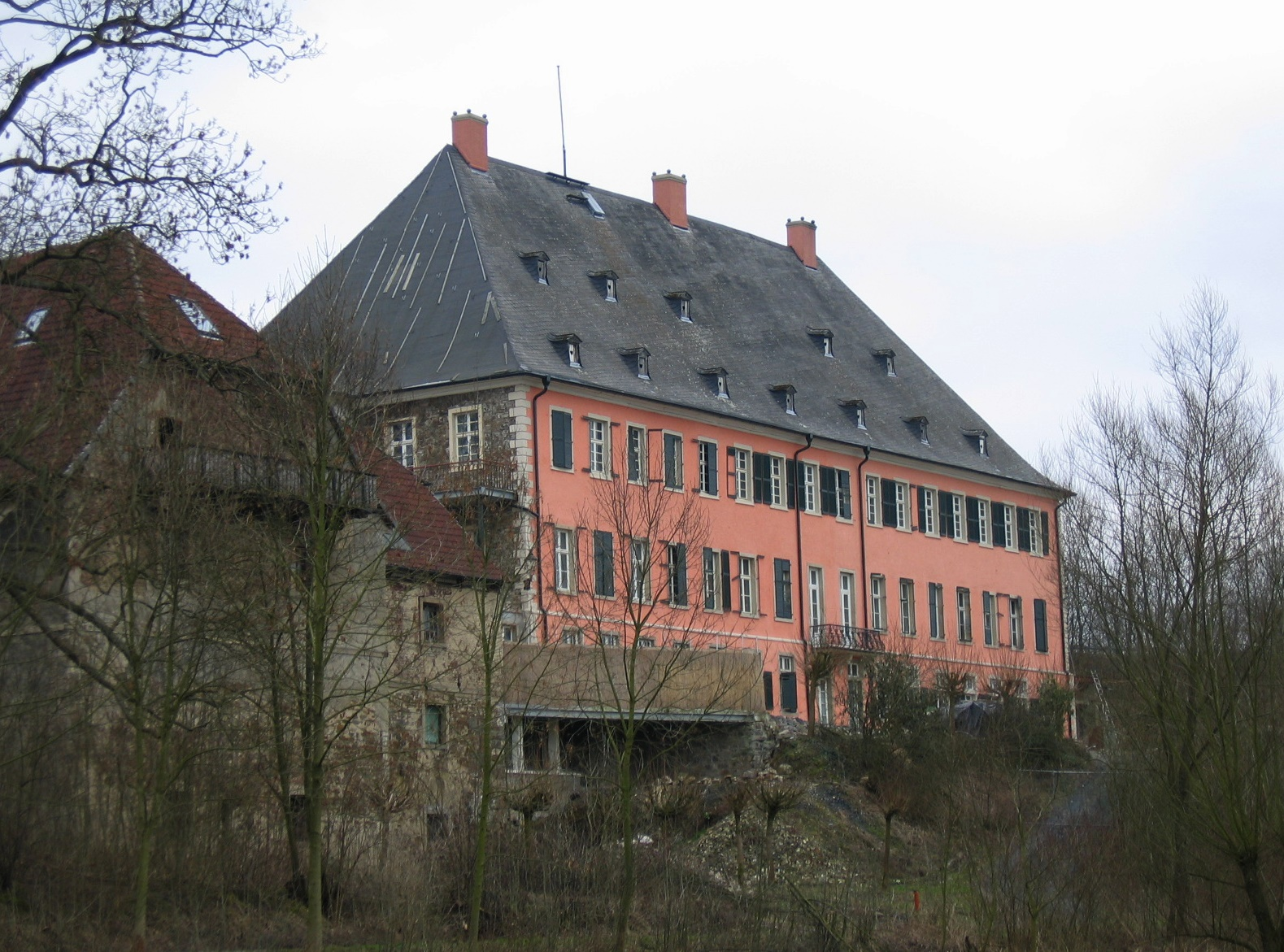
Maison seigneuriale.

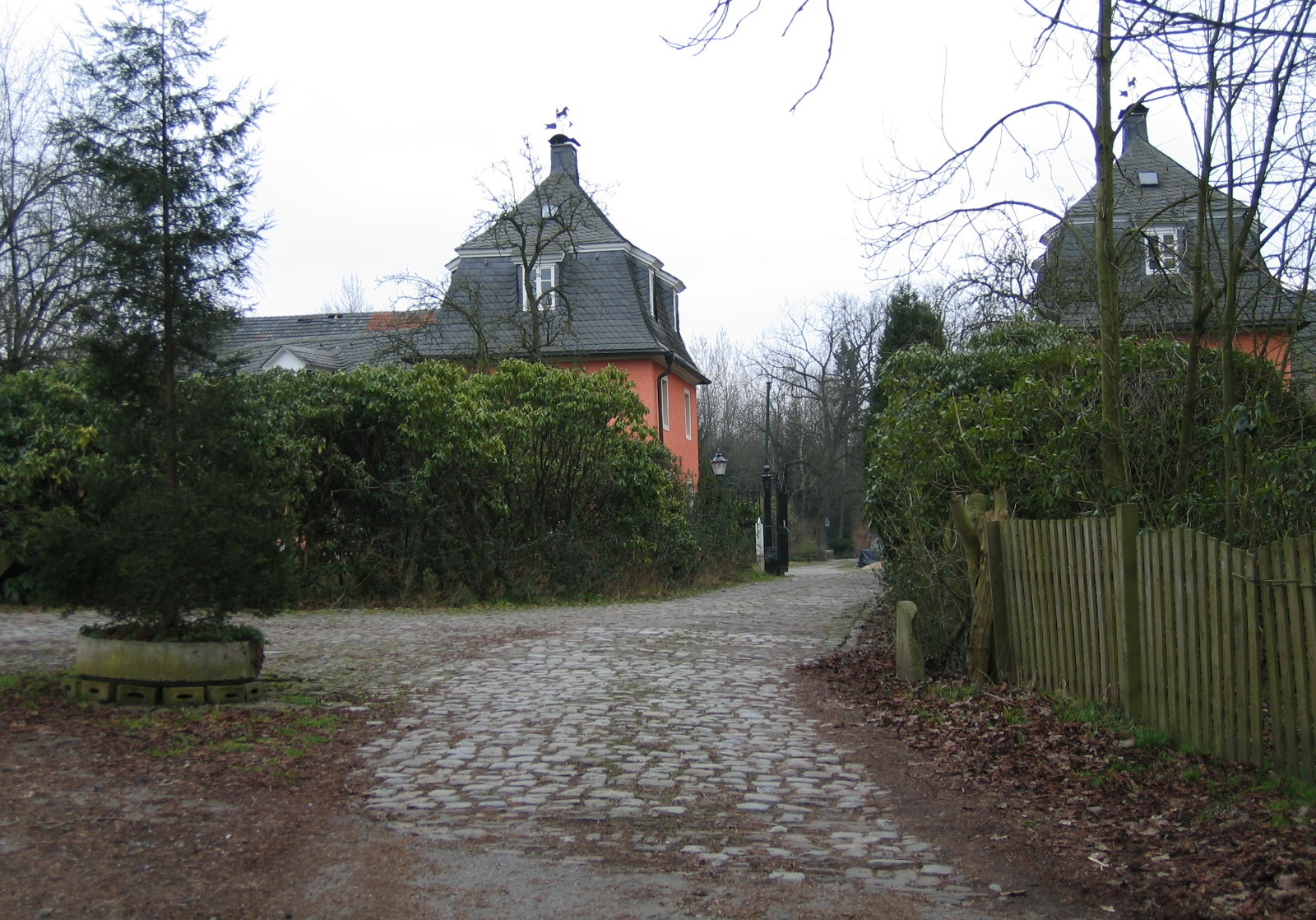
Entrée.

La Haus Füchten (Maison Füchten) est une demeure seigneuriale située en Allemagne à Ense dans le Sauerland. Cette demeure à deux étages se trouve à l'est de la Ruhr, près du village de Hünningen dépendant de la municipalité d'Ense.

## Historique
La demeure se trouve à l'emplacement d'un ancien château fort au bord de la Ruhr qui passait par là (Füchten = Feuchte). Il est mentionné en 1298 comme curtis de Vuchtene,  comme fief d'un certain chevalier Goswin von Soest. Caspar Diedrich von Droste zu Erwitte fait démolir le château en 1700 et reconstruire une demeure seigneuriale sur la colline. Une aile abritant la chapelle est construite en 1726.
Joseph Caspar von Mellin (10 décembre 1765 à Werl - 5 février 1837 à Soest), patricien de la ville de Werl, s'en porte acquéreur en 1834. Il organise le domaine en une fondation privée qui à sa mort passe à sa veuve, née baronne Sophie von Fürstenberg, morte en 1860. Mellin laisse toute sa fortune à la fondation pour des œuvres de bienfaisance, et la demeure abrite une école agricole. Des garçons de milieux défavorisés et des orphelins peuvent ainsi recevoir une formation dans l'agriculture ou la sylviculture. Mais l'école ferme en 1903 et au milieu des années 1980, la fondation se sépare de la maison qui devient bien privé.
Malheureusement[non neutre] l'autoroute A 445 entre Wickede (Ruhr) et Neheim-Arnsberg est tracée en 1987 et coupe le domaine en deux, ce qui fait disparaître des bosquets et des douves.

## Description
On accède par un pont baroque construit en 1698 à l'entrée de la demeure, couronnée d'un blason avec un escalier à perron à double rampe. Le grand salon du premier étage est richement décoré de stucs représentant des personnages et des ornementations et sert aujourd'hui à des concerts ou à toute sorte de manifestations culturelles. La chapelle du château peut être utilisée pour des cérémonies et des mariages. Le dimanche d'après la Fête-Dieu, une grande procession mène depuis cent cinquante ans de Bremen (Ense) au château.